# Japon aux Jeux olympiques d'été de 1996
Le Japon participe aux Jeux olympiques d'été de 1996 à Atlanta aux États-Unis. 306 athlètes japonais, 157 hommes et 149 femmes, ont participé à 168 compétitions dans 27 sports. Ils y ont obtenu 14 médailles : 3 d'or, 6 d'argent et 5 de bronze.

## Médailles
| Médaille | Discipline            | Épreuve            | Athlète | Performance | Date |
| -------- | --------------------- | ------------------ | --- | ----------- | ---- |
| Or       | Judo                  | -60 kg hommes      | Tadahiro Nomura |             |      |
| Or       | Judo                  | 66-73 kg hommes    | Kenzo Nakamura |             |      |
| Or       | Judo                  | 56-61 kg femmes    | Yuko Emoto |             |      |
| Argent   | Baseball              |                    | Kosuke Fukudome, Tadahito Iguchi, Makoto Imaoka, Takeo Kawamura, Jutaro Kimura, Takashi Kurosu, Takao Kuwamoto, Nobuhiko Matsunaka, Koichi Misawa, Masahiko Mori, Masao Morinaka, Daishin Nakamura, Masahiro Nojima, Hideaki Okubo, Hitoshi Ono, Yasuyuki Saigo, Tomoaki Sato, Masanori Sugiura, Takayuki Takabayashi, Yoshitomo Tani |             |      |
| Argent   | Judo                  | 60-66 kg hommes    | Yukimasa Nakamura |             |      |
| Argent   | Judo                  | 73-81 kg hommes    | Toshihiko Koga |             |      |
| Argent   | Judo                  | -48 kg femmes      | Ryoko Tamura |             |      |
| Argent   | Judo                  | 66-72 kg femmes    | Yōko Tanabe |             |      |
| Argent   | Voile                 | 470 femmes         | Shige Yumiko Kinoshita Alicia |             |      |
| Bronze   | Athlétisme            | Marathon femmes    | Yūko Arimori |             |      |
| Bronze   | Cyclisme              | Kilomètre          | Takanobu Jumonji |             |      |
| Bronze   | Judo                  | 48-52 kg femmes    | Noriko Sugawara |             |      |
| Bronze   | Lutte                 | Lutte libre -74 kg | Takuya Ōta |             |      |
| Bronze   | Natation synchronisée |                    | Miya Tachibana Akiko Kawase Rei Jimbo Miho Takeda Raika Fujii Miho Kawabe Junko Tanaka Riho Nakajima Mayuko Fujiki Kaori Takahashi |             |      |